# 경향신문 폐간 사건
경향신문 폐간 사건(京鄕新聞廢刊事件)은 1959년 대한민국 신문 《경향신문》의 컬럼 '여적'(餘滴)에 실린 글로 인해 관련자들이 내란선동 혐의로 기소되고 경향신문이 폐간 명령을 받은 사건이다. 여적 필화 사건(餘滴筆禍事件)이라고도 한다.

## 개요
1959년 2월 4일자 경향신문 조간에는 무기명 칼럼 여적을 통해 다수결의 원칙과 공명 선거에 대한 단평이 게재되었다. 다수결의 원칙을 논하기 앞서 한국적 현실에서는 선거가 다수의 의사를 공정히 반영할 수 있느냐가 먼저 문제가 된다며, 선거가 이런 역할을 다하지 못할 때에는 진정한 다수의 의사를 강제로 전달하는 폭력 혁명이 발생할 수도 있다는 원론적이지만 뼈가 있는 내용이 들어 있었다.

## 배경
당시 경향신문은 가톨릭 재단이 소유한 보수파 신문으로, 1인 장기집권 체제를 추구하던 이승만의 자유당 정부에 비판적이었다. 특히 이승만의 정적인 장면의 민주당 신파 계열과 가까운 사이로 여겨져 자유당 정부의 눈총을 받고 있었는데, 이 컬럼으로 인해 편집국장 강영수가 당일 연행되었다. 문제의 컬럼을 쓴 필자는 민주당 신파 소속 국회의원으로 경향신문 논설위원을 맡고 있던 주요한인 것으로 밝혀졌고, 결국 주요한과 이 신문사 사장 한창우가 기소되었다.
여적 칼럼이 도화선이 되어 경향신문은 '스코필드 박사가 폭로한 제암리에서의 학살 사건', '사단장 기를 팔아먹고' 등 기사에서의 허위 사실 보도와 여적을 통한 폭력 선동 등을 이유로 묶어 형법과 국가보안법을 위반했다는 이유로 그해 4월 폐간 명령을 받았다가 폐간은 가혹하다는 법원 판단으로 인하여 무기발행정지로 바꾼 행정 처분을 받았으나, 가처분 신청이 각하된 상태에서 행정소송이 재판 계류 중이던 이듬해 4월 4·19 혁명이 발생하여 자유당 정부가 전복되면서 대법원에서 발행허가 정지의 집행 정지 결정을 받아 1960년 4월 27일 1년여만에 복간되었다.
이 사건은 제1공화국 최대의 언론 탄압 사건으로 불리고 있다.

## 정부가 밝힌 폐간의 원인
당시 정부는 1959년 4월 30일 당 <경향신문>에 대해 미군정법령 88호를 적용, 폐간명령을 내렸는데, 그 이유는 다음과 같다.
- 59년 1월 11일자 사설 <정부와 여당의 지리멸렬상>에서 스코필드 박사와 이기붕 국회의장간의 면담사실을 날조, 허위보도했고,
- 2월 4일자 단평 <여적(餘滴)>이 폭력을 선동했으며,
- 2월 15일자 홍천 모 사단장의 휘발유 부정처분 기사가 허위사실이고,
- 4월 3일자에 보도된 간첩 하모의 체포기사가 공범자의 도주를 도왔으며,
- 4월 15일자 이승만 대통령 회견기사 <보안법 개정도 반대>가 허위보도라는 것 등이었다.

당시 정부 공보실장 담화문을 보면 경향신문은 허위사실 보도가 있을 때마다 시정의 언약을 받았으며 당시 3월2일에는 경향신문사의 경영책임자인 재단법인천주교 서울교구유지재단이사장  노기남 주교가 "발행인을 교체하고 편집진용을 개편하여 건설적인 언론창달에 이바지할 것"이라고 공약까지 했으나 이를 지키지 않아 국가 안전과 참된 언론계 발전을 위하여 부득이 경향신문의 발행허가를 취소한다고 밝혔다.
한편 통지서를 받은 경향신문사측은 "위법된 보도가 있다면 의당법으로서만 처벌될 문제이지 법의 판결 없이 행정조치로서 그것도 합헌여부가 의문시되는 군정법령을 근거로 해서 발행허가자체를 취소한다는 것은 부당하다"고 밝혔다.

## 폐간 이후 복간까지
경찰은 문제가 된 칼럼 <여적>의 필자 주요한과 신문사 발행인 한창우를 내란선동 혐의로 입건했다. 정부의 결정에 <경향신문>은 행정소송을 제기하였고 법원의 판결로 6월 26일부터 재발행이 가능하게 되었다.
법원판결 직후 정부가 폐간처분을 정간처분으로 바꿈으로써 <경향신문>은 다시 발행이 무기한 정지되었다.
이에 대해 <경향신문> 측은 새 미군정법령 88호의 위헌신청을 냈다. 결국 이 사건은 대법원에까지 상고되어 대법원 특별부는 연합부를 구성, 미군정법령 88호에 대한 위헌 여부심사를 헌법위원회에 제청하기로 결정했다. 그러나 대법원의 확정판결이 있기 전에 4.19혁명이 일어났고, 4월 26일 대법원은 <경향신문>에 대해 「발행허가정지의 행정처분집행을 정지한다」는 결정을 내렸다. 이로써 <경향신문>은 폐간된 지 361일 만인 60년 4월 27일자 조간부터 복간되었다.
이 사건으로 기소 되었던 주요한과 한창우는 4.19혁명이후 검찰에서 공소취하 하였고, 주요한은 이후 윤보선 정부에서 상공부 장관에 임명된다.

## 참고 문헌
- 김주언, 밝혀져야 할 언론과거사 1/한성순보 창간부터 60년 5·16쿠데타까지 - 권력의 희생양 된 경향과 민족일보 《미디어오늘》 (2005.6.29)
- 《가톨릭신문》 (2006.6.20) 한국교회사 80장면 (7) - 1959년 ‘경향신문 폐간 사건’
- 김용욱 (2004년 10월 8일). 〈제11장 대한민국 정부 수립과 제1공화국 - 2. 자유당정권의 권위주의체제 확립 과정〉. 《한국정치론  (조선왕조에서 대한민국까지 체제변동과정)》. 서울: 오름. ISBN 89-7778-217-1.